# Daemonia Nymphe
Daemonia Nymphe (în Δαιμόνια Νύμφη) este o trupă grecească, înființată în 1994, care cântă o reconstrucție a muzicii antice grecești, cu instrumente antice grecești reconstituite.

## Discografie
Albume
- The Bacchic Dance of the Nymphs, 1998
- Tyrvasia, 1999
- Daemonia Nymphe, 2002
- The Bacchic Dance of the Nymphs – Tyrvasia, 2004
- Krataia Asterope, 2007
- Psychostasia, 2013
- Macbeth, 2016